# Amt Wandlitz
Das Amt Wandlitz war ein 1992 gebildetes Amt im Land Brandenburg, in dem sich zunächst acht Gemeinden des damaligen Kreises Bernau (heute Landkreis Barnim, Brandenburg) zu einem Verwaltungsverbund zusammengeschlossen hatten. Amtssitz war in der Gemeinde Wandlitz. Das Amt Wandlitz wurde 2003 wieder aufgelöst.

## Geographische Lage
Das Amt Wandlitz grenzte im Norden an das Amt Liebenwalde, im Osten an das Amt Biesenthal-Barnim, im Südosten und Süden an das Amt Panketal, die Stadt Bernau bei Berlin und das Land Berlin, im Westen an das Amt Schildow und im Nordwesten an das Amt Oranienburg-Land.

## Geschichte
Der Minister des Innern des Landes Brandenburg erteilte am 25. Juni 1992 seine Zustimmung zur Bildung des Amtes Wandlitz. Als Zeitpunkt des Zustandekommens des Amtes wurde der 1. Juli 1992 festgelegt. Das Amt hatte seinen Sitz in der Gemeinde Wandlitz und bestand zunächst aus acht Gemeinden im damaligen Kreis Bernau:
1. Wandlitz
2. Stolzenhagen
3. Klosterfelde
4. Lanke
5. Prenden
6. Basdorf
7. Schönwalde
8. Schönerlinde

Am 20. August 1992 wurde die Gemeinde Zühlsdorf (damals Kreis Oranienburg) dem Amt Wandlitz zugeordnet. Zühlsdorf kam dann später zum Amt Schildow.
Am 26. Oktober 2003 wurden aus den Gemeinden Basdorf, Klosterfelde, Lanke, Prenden, Schönerlinde, Schönwalde, Stolzenhagen und Wandlitz des Amtes Wandlitz sowie der Gemeinde Zerpenschleuse des Amtes Groß Schönebeck (Schorfheide) die neue (Groß-)Gemeinde Wandlitz gebildet.
Das Amt Wandlitz wurde aufgelöst und die Gemeinde Wandlitz amtsfrei. Die Gemeinden Basdorf, Klosterfelde, Lanke, Prenden, Schönerlinde, Schönwalde, Stolzenhagen und Wandlitz erhoben gegen ihre Auflösung kommunale Verfassungsbeschwerde vor dem Verfassungsgericht des Landes Brandenburg, die jedoch zurückgewiesen wurde.

## Amtsdirektor
Erster Amtsdirektor wurde der Bürgermeister von Wandlitz, Reinhold Dellmann, der 2000 in die Landespolitik ging. Nachfolger und letzter Amtsdirektor des Amtes Wandlitz wurde Udo Tiepelmann.

## Belege
1. ↑  
Bildung des Amtes Wandlitz. Bekanntmachung des Ministers des Innern vom 25. Juni 1992. Amtsblatt für Brandenburg - Gemeinsames Ministerialblatt für das Land Brandenburg, 3. Jahrgang, Nummer 52, 24. Juli 1992, S. 950.
2. ↑  
Zuordnung der Gemeinde Zühlsdorf zum Amt Wandlitz (Kreis Bernau). Bekanntmachung des Ministers des Innern vom 15. August 1992. Amtsblatt für Brandenburg - Gemeinsames Ministerialblatt für das Land Brandenburg, 3. Jahrgang, Nummer 69, 16. September 1992, S. 1278.
3. ↑  Fünftes Gesetz zur landesweiten Gemeindegebietsreform betreffend die Landkreise Barnim, Märkisch-Oderland, Oberhavel, Ostprignitz-Ruppin, Prignitz, Uckermark (5. GemGebRefGBbg) vom 24. März 2003 (Gesetz- und Verordnungsblatt für das Land Brandenburg, I (Gesetze), 2003, Nr. 05, S. 82), geändert durch Gesetz vom 1. Juli 2003 (Gesetz- und Verordnungsblatt für das Land Brandenburg, I (Gesetze), 2003, Nr. 10, S. 187)
4. ↑  
Kommunales Verfassungsbeschwerdeverfahren der Gemeinden Basdorf, Klosterfelde, Lanke, Prenden, Schönerlinde, Schönwalde, Stolzenhagen und Wandlitz gegen ihre Auflösung durch Eingliederung in die neu gebildete amtsfreie Gemeinde Wandlitz
5. ↑  
Ein Eisenbahner wird Infrastruktur-Minister Berliner Morgenpost vom 24. Oktober 2006